# Соколовка (Крыжопольский район)
Соколо́вка (укр. Соколівка) — село в Крыжопольском районе Винницкой области Украины.

## История
Являлось селом Ольгопольского уезда Подольской губернии Российской империи.
В 1873 году здесь был построен сахарный завод.
В 1900 году численность жителей составляла 3,2 тыс. человек, здесь действовали свеклосахарный завод, кирпичный завод, несколько торговых лавок, церковно-приходская школа, больница и богадельня.
В ходе Великой Отечественной войны с лета 1941 года до марта 1944 года село было оккупировано немецкими войсками.
Большинство из более чем тысячи участвовавших в войне жителей села служили в составе 252-й стрелковой дивизии РККА. После войны в сквере Славы был установлен мемориал, на котором высечены имена всех 449 жителей села, погибших в ходе Великой Отечественной войны.
В 1972 году численность населения составляла 3713 человек, здесь действовали сахарный завод, колхоз имени Ленина (с 4268 га земли), средняя школа, восьмилетняя школа, Дом культуры, библиотека и больница. Позднее был открыт Соколовский сельский историко-краеведческий музей.
По переписи 2001 года население составляло 2134 человека.

## Транспорт
Село находится в 20 км от ближайшей железнодорожной станции Крыжополь.

## Религия
В селе действует храм Рождества Пресвятой Богородицы Крыжопольского благочиния Могилёв-Подольской епархии Украинской православной церкви.

## Известные уроженцы
- Мястковский, Андрей Филиппович (1924—2003) — украинский советский поэт и прозаик.
- Юлиуш Лукашевич (1892—1951) — польский дипломат, посол Польши в СССР с 1933 по 1936 год.

## Адрес местного совета
24633, Винницкая область, Крыжопольский р-н, с. Соколовка, ул. Ленина, 2